# Tragon suturalis
Tragon suturalis là một loài bọ cánh cứng trong họ Cerambycidae.